# Naftochimik Krzemieńczuk
Naftochimik Krzemieńczuk (ukr. Футбольний клуб «Нафтохімік» Кременчук, Futbolnyj Kłub "Naftochimik" Kremenczuk) – ukraiński klub piłkarski z siedzibą w Krzemieńczuku w obwodzie połtawskim.

## Historia
Chronologia nazw:
- 1991—1996: Naftochimik Krzemieńczuk (ukr. «Нафтохімік» Кременчук)

Drużyna piłkarska Naftochimik Krzemieńczuk została założona w mieście Krzemieńczuk w 1991 roku i reprezentowała miejscowy Zakład Przeróbki Nafty (ukr. НПЗ - нафтопереробний завод, NPZ - naftopererobnyj zawod). Zespół występował w rozgrywkach mistrzostw i Pucharu obwodu połtawskiego.
Od początku rozgrywek w niezależnej Ukrainie klub występował w rozgrywkach Przejściowej Lihi. W sezonie 1992/93 zajął pierwsze miejsce i awansował do Drugiej Lihi, w której zajął 4 miejsce i ponownie awansował do Pierwszej Lihi. W sezonie 1995/96 klub zajął 15 miejsce w Pierwszej Lidze, ale potem zrezygnował z dalszych występów na szczeblu profesjonalnym. Klub został rozwiązany.

## Sukcesy
- Persza Liha:

15 miejsce: 1995/96
- Puchar Ukrainy:

1/16 finału: 1993/94, 1995/96
- mistrzostwo obwodu połtawskiego:

mistrz: 1992
- Puchar obwodu połtawskiego:

zdobywca: 1992, 1993